# John Wilkins
John Wilkins (ur. 1 stycznia 1614 w Northamptonshire, zm. 19 listopada 1672 w Londynie) – brytyjski biskup anglikański, filozof przyrody, współzałożyciel Towarzystwa Królewskiego.

## Życiorys
Urodził się 1 stycznia 1614 roku w Northamptonshire, jako syn Waltera Wilkinsa, zegarmistrza z Oksfordu. W wieku 13 lat został studentem Magdalen Hall i uzyskał stopień Master of Arts po siedmiu latach. W 1637 roku przyjął sakrament święceń i został wikariuszem w Fawsley. Zaangażował się wówczas w ruch republikański, sprzeciwiający się władzy dynastii Stuartów. Po wojnie domowej został mianowany dyrektorem Wadham College w Oksfordzie. Pomimo że była to nominacja polityczna, Wilkins wykazał się rzetelnością w pracy akademickiej i rok później uzyskał stopień Doctor of Divinity. Jego celem było obalenie podstaw arystotelizmu i wprowadzenie w życie eksperymentalizmu. Dzięki spotkaniom z wieloma naukowcami, Wadham College stało się centrum ówczesnej nauki i w latach 50. XVII wieku, przekształciło się w Royal Society. W 1656 roku poślubił Robinę Cromwell, siostrę Olivera Cromwella, a trzy lata później został mianowany dyrektorem Trinity College, na żądanie tamtejszego środowiska akademickiego. Rok później, po przywróceniu Restauracji Stuartów został zdymisjonowany przez Karola II, co spotkało się z protestem naukowców. W 1662 roku zawarł pokój z królem i został mianowany pierwszym sekretarzem Towarzystwa Królewskiego. Dzięki wstawiennictwu George’a Villiersa został biskupem Chester i przyjął sakrę 15 listopada 1668 roku. Zmarł 19 listopada 1672 roku w Londynie, w wyniku niewydolności nerek.
Jego przewidywania dotyczące języka uniwersalnego zainspirowały Petera Marka Rogeta do stworzenia tezaurusa, a także Ludwika Zamenhofa do opracowania esperanto. Według Davida Kahna, Wilkins jest autorem pierwszej w brytyjskiej historii, książki o kryptografii: „Mercury, or the Secret and Swift Messenger”.

## Dzieła
Lista:
- 1638: The Discovery of a World in the Moone, or a Discourse tending to prove that 'tis probable there may be another Habitable World in that Planet,
- 1640: A Discourse concerning a new Planet, tending to prove that 'tis probable our Earth is one of the Planets,
- 1641: Mercury, or the Secret and Swift Messenger, showing how a Man may with Privacy and Speed communicate his Thoughts to a Friend at any Distance,
- 1646: Ecclesiastes, or a Discourse concerning the Gift of Preaching, as it falls under the Rules of Art,
- 1648: Mathematical Magick, or the Wonders that may be performed by Mechanical Geometry,
- 1649: A Discourse concerning the Beauty of Providence in all the Rugged Passages of it,
- 1653: A Discourse concerning the Gift of Prayer; showing what it is, wherein it consists, and how far it is attainable by Industry,
- 1668: An Essay towards a real Character and a Philosophical Language,’ to which was appended ‘An Alphabetical Dictionary wherein all English Words according to their various significations are either referred to their places in the Philosophical Tables, or explained by such Words as are in those Tables,
- 1678: On the Principles and Duties of Natural Religion,
- 1682: Sermons (15) preach'd upon several occasions.